# 揚州商人

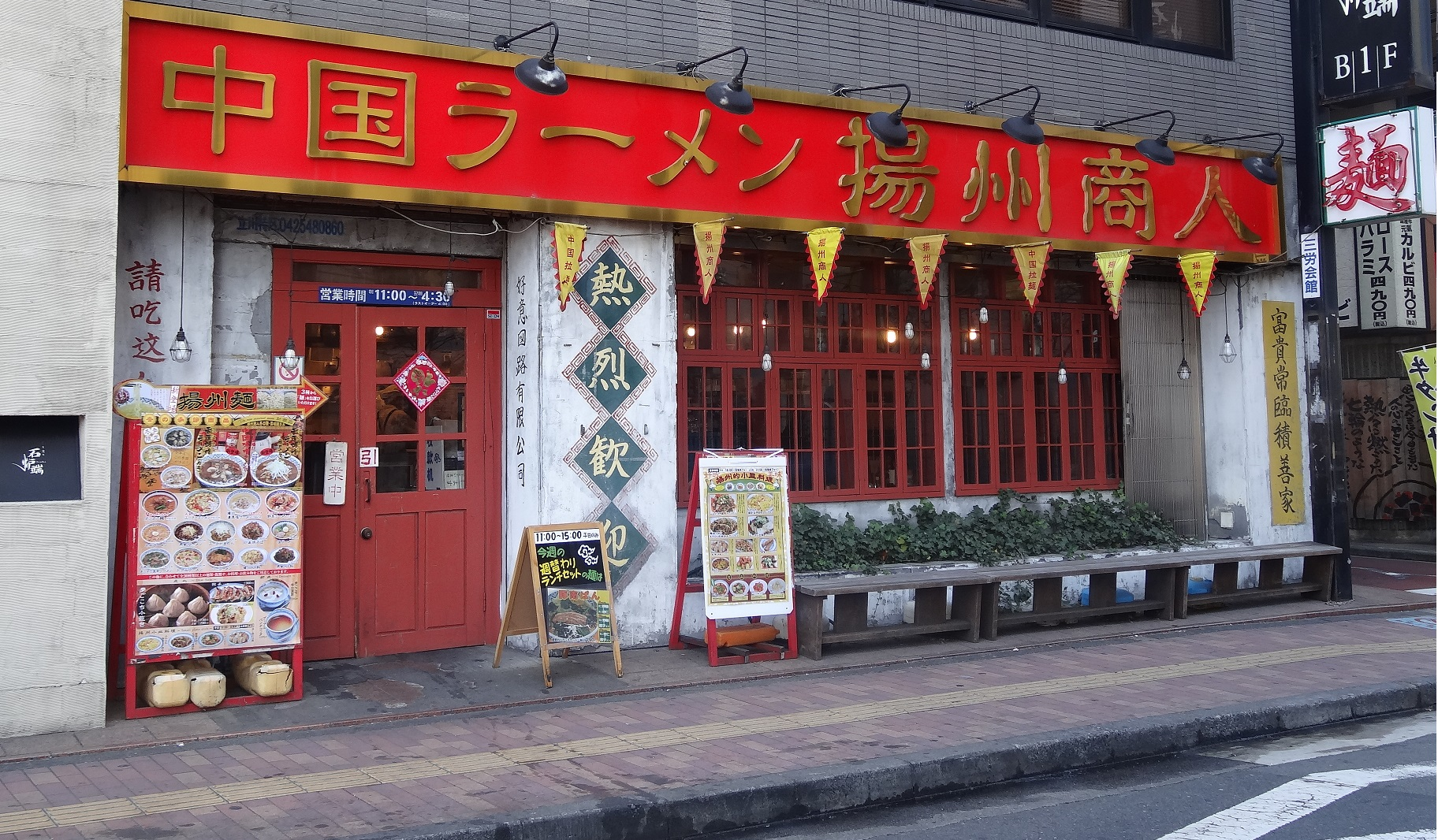
店舗外観

揚州商人（ようしゅうしょうにん）は株式会社ホイッスル三好が運営するラーメンチェーン店。2020年1月現在関東地方1都3県に35店舗を展開する。店名の揚州は創業者三好の祖父の出身地である中国揚州にちなみ、中国ラーメンを標榜している。

## 概要
創業者は三好比呂己（みよしひろみ）。神奈川県横浜市生まれ。玉川学園中学、高校を経て、玉川大学文学部卒業。創業者の三好の祖父は中国揚州出身で、大正時代に日本にわたり、1955年に中国料理店を開いた。父も中国料理店を経営していた。
三好は1988年2月に活力ラーメン元氣一杯を開業し、1990年4月にホイッスル三好を創立した。のちに、稲盛和夫のアドバイスにより、活力ラーメン元氣一杯から中華料理を基礎にした揚州商人に転換した。90年代後半からは積極的に出店し、2007年2月には直営店のみで37店舗になったが、急激な出店で不採算地域への出店を行ったため収益が悪化、店舗を整理し利益を上げられる体質に転換した。2013年からは直営店ばかりでなくフランチャイズ展開も図り、2013年末にはFC店を2店展開する。2016年には直営店31店舗、FC店3店になる。
店舗は中国風の外観で、中国の路地裏の雰囲気を醸し出す内装をとっている。女性客の割合が47％（2014年）とラーメン店としては女性客が多い。店舗スタッフも店長・副店長の40％が女性である。

## 商品

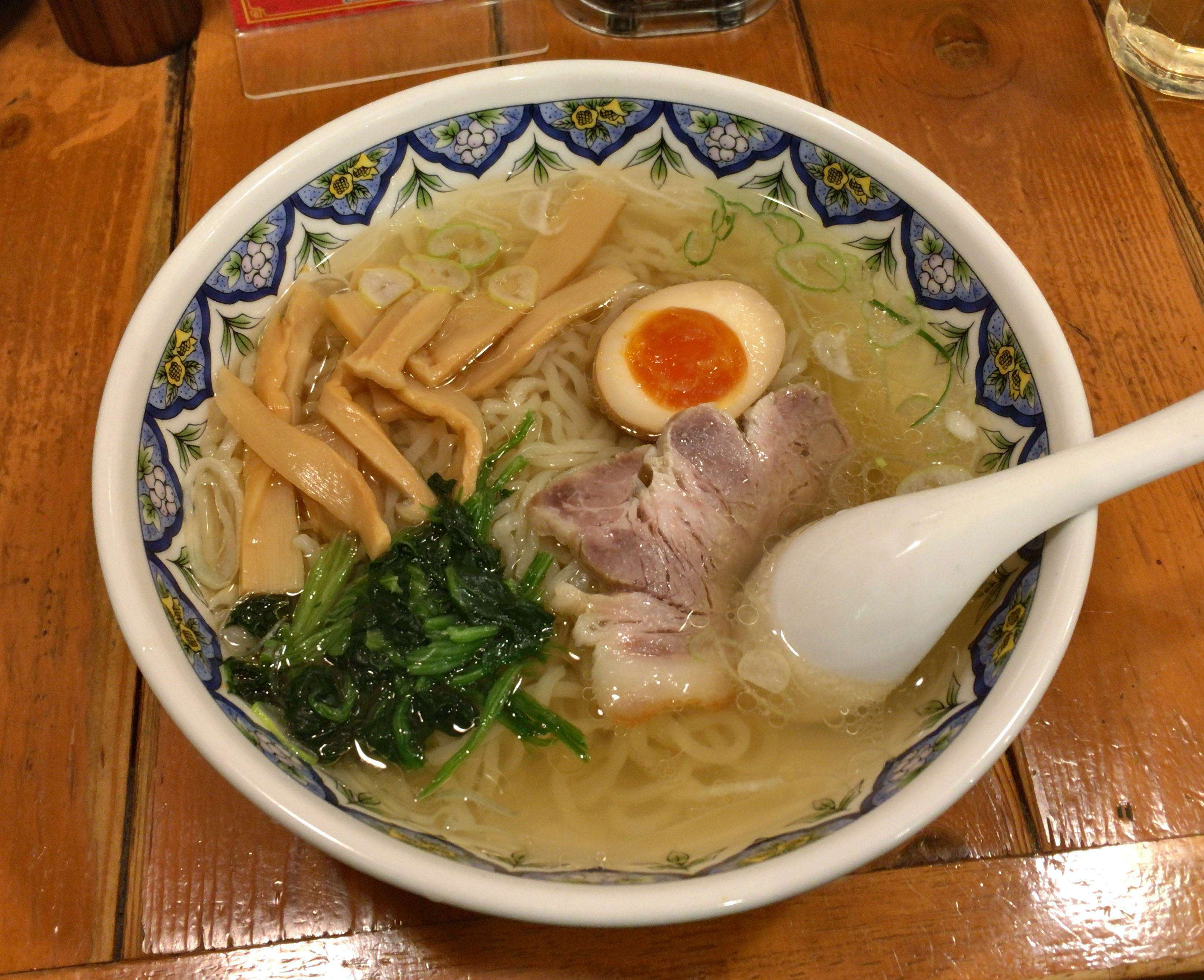
塩ラーメン（揚州麺）

中国料理の味をラーメンにとりいれた「中国ラーメン」を売りにし、ラーメンだけで常時20種類以上のバラエティに富んだメニューを用意している。『ラーメンWalker神奈川2015』では、中国料理の技術を用いて『本場中国の味を見事に再現-ラーメンWalker神奈川2015、p.96』と紹介された。麺は柳麺、刀切麺、中太のオリジナル麺である揚州麺から選べる 。ラーメンのほかには、チャーハンや点心類などや定番の中国料理に加え、デザートの杏仁豆腐などのメニューも提供している。

## 経営
株式会社ホイッスル三好（ほいっするみよし）が運営する。株式会社ホイッスル三好はサービス、レストラン、食品会社、ホテル、商事会社、農園などのグループ会社を傘下に抱える持ち株会社である。代表取締役会長・社長・CEOは三好比呂己である。サッカーが好きな創業者が試合を開始するホイッスルから名付けたものである。
2007年、セントラルキッチンの強化により、店舗ではガスからIHへの変更などの取り組みで厨房スタッフの人員削減を実施し、仕込みの95％はセントラルキッチンで行う。ITも活用している
スタッフは2015年2月末時点で正社員69名、時給社員（アルバイト）632名であるが、揚州商人では社員は、「月給雇用社員」。アルバイトを「時給雇用社員」として平等に働けるようにし、バイトでもマネージャーや店長などになることができる人事と社員教育を行っている。外国人の採用にも積極的で、中国人スタッフが約37%（2016年）を占める。全スタッフにおける外国人の比率は60%を超える。

### グループ
- 揚州商人
- 三好商事
- 三好園芸